# Somogydöröcske, Somogy
Somogydöröcske  este un sat în districtul Tab, județul Somogy, Ungaria, având o populație de 149 de locuitori (2011). 

## Demografie
Componența etnică a satului Somogydöröcske
     Maghiari (95,28%)
     Romi (2,36%)
     Germani (2,36%)
Componența confesională a satului Somogydöröcske
     Romano-catolici (42,28%)
     Luterani (10,07%)
     Reformați (4,7%)
     Fără religie (2,68%)
     Necunoscută (40,27%)
Conform recensământului din 2011, satul Somogydöröcske avea 149 de locuitori. Din punct de vedere etnic, majoritatea locuitorilor (95,28%) erau maghiari, existând și minorități de germani (2,36%) și romi (2,36%). Nu există o religie majoritară, locuitorii fiind romano-catolici (42,28%), luterani (10,07%), reformați (4,7%) și persoane fără religie (2,68%). Pentru 40,27% din locuitori nu este cunoscută apartenența confesională.